# Нове Акшино
Нове А́кшино (рос. Новое Акшино, ерз. Новое Акшино) — село у складі Старошайговського району Мордовії, Росія. Адміністративний центр Новоакшинського сільського поселення.
Населення — 561 особа (2010; 625 у 2002).
Національний склад (станом на 2002 рік):
- росіяни — 77 %